# Comtat d'Aragó

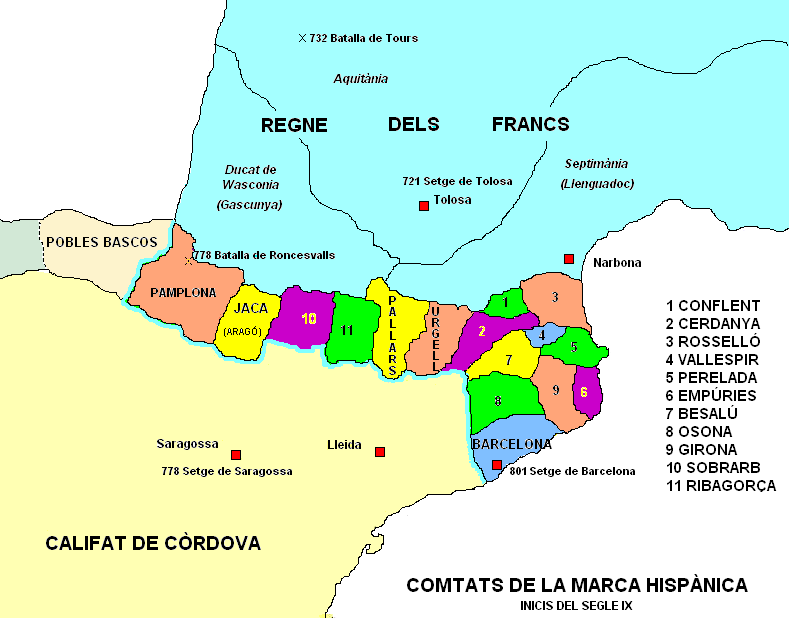
Comtats pirinencs a començament del

El Comtat d'Aragó es va originar, a inicis del segle ix, en una franja muntanyenca al Pirineu central, que comprenia les valls d'Ansó, Hecho i Canfranc. Va néixer com un interès manifest de la dinastia franca dels carolingis de protegir la seva frontera meridional dels possibles atacs musulmans.
Encara que, al principi, va estar sota la tutela dels reis francs, a mesura que anava estenent-se per la conca alta del riu Gàllego, es va desprendre de l'empara carolíngia i es va anar acostant als reis de Pamplona (més tard, reis de Navarra).
El primer comte documentat és el noble franc Oriol d'Aragó, vers el 809. Una primera dinastia franca arribarà fins a Andregot Galindes, que el 925 es casà amb el rei de Navarra Garcia II Sanxes I i fa que el fill d'ambdós, Sanç II de Navarra dugui ja els títols de rei de Navarra i comte d'Aragó, a partir del 970.
Aquests títols aniran units fins a l'any 1035, quan el testament de Sanç III de Navarra divideix aquestes terres entre els seus fills. Tot i que Ramir I va heretar Aragó amb títol de comte supeditat a la corona de Navarra, va lluitar per aconseguir la seva independència, i es convertí en el primer rei d'Aragó.
El fill d'aquest, Sanç I d'Aragó i Pamplona, i el seu net Pere I d'Aragó, aconsegueixen que Aragó entri a formar part dels estats occidentals amb títol de regne; tanmateix, es considera Ramir I com el primer rei de la dinastia aragonesa del Regne d'Aragó.